# Trichosanthes
Trichosanthes és un gènere de lianes tropicals o subtropicals dins la família cucurbitàcia. Estan estretament emparentades amb el gènere Gymnopetalum. Hodgsonia, anteriorment s'incloïa dins d'aquest gènere.
Algunes espècies són comestibles. Com a mínim dues espècies (T. kirilowii i T. rosthornii) es cultiven a la Xina per a la medicina tradicional xinesa.

## Algunes espècies
- Trichosanthes baviensis Gagnepain
- Trichosanthes cucumerina – Serpent gourd, Padwal; karasuuri[烏瓜] (Japanese); dhunduli (Assamese); chichinga/chichinge (Bengali); paduvalakaayi (Kannada); padavalanga (Malayalam); purla (Sambalpuri); pathola (Sinhala); Pudol, Kurattai OR Sauri (Tamil); potlakaaya (Telugu)
  - Trichosanthes cucumerina var. anguina – Snake gourd
- Trichosanthes dioica – Point gourd, parwal (Hindi), potol / potals (eastern India & North eastern Andhra)
- Trichosanthes dunniana Levl.
- Trichosanthes fissibracteata C.Y.Wu ex C.Y.Cheng & Yueh
- Trichosanthes globosa Blume
- Trichosanthes homophylla Hayata
- Trichosanthes kerrii Craib
- Trichosanthes kinabaluensis Rugayah
- Trichosanthes kirilowii – "gualou" (China) (= T. japonica)
- Trichosanthes laceribractea Hayata
- Trichosanthes lepiniana (Nuad.) Cogn.
- Trichosanthes montana Rugayah
- Trichosanthes pedata Merr. & Chun
- Trichosanthes pendula Rugayah
- Trichosanthes pilosa (Ser.) Maxim in Franch. & Sav. - Japanese snake gourd
- Trichosanthes pentaphylla F.Muell. ex Benth.
- Trichosanthes postarii W.J.de Wilde & Duyfjes
- Trichosanthes quinquangulata A.Gray
- Trichosanthes reticulinervis C.Y.Wu ex S.K.Chen
- Trichosanthes rosthornii Harms – "gualou" (China) (= T. uniflora)
- Trichosanthes rubiflos Thorel ex Cayla
- Trichosanthes rugatisemina C.Y.Cheng & Yueh
- Trichosanthes schlechteri Cogn. ex Harms
- Trichosanthes sericeifolia C.Y.Cheng & Yueh
- Trichosanthes subrosea C.Y.Cheng & Yueh
- Trichosanthes subvelutina F.Muell. ex Cogn.
- Trichosanthes tricuspidata Lour. (= T. bracteata, T. palmata)
- Trichosanthes truncata C.B.Clarke
- Trichosanthes villosa Blume
- Trichosanthes wallichiana (Ser.) Wight

També hi ha híbrids.
Anteriorment s'ubicaven a aquí Kedrostis foetidissima i Linnaeosicyos amara.